# Nagroda Gustaw
Nagroda Gustaw – najwyższa nagroda Związku Artystów Scen Polskich przyznawana za szczególne zasługi dla środowiska teatralnego. Służy ona wyróżnieniu tych osób, których dokonania wnoszą znaczący wkład w kultywowanie tradycji i tworzenie nowych wartości kultury narodowej lub przyczyniają się do promocji kultury polskiej w świecie.
Nagroda przyznawana jest od 2010.

## Laureaci[1]
- Adam Kilian (2009)
- Ignacy Gogolewski (2010)
- Kazimierz Kutz (2011)
- Danuta Szaflarska i Janusz Głowacki (2012)
- Stanisław Radwan (2013)
- Jan Englert (2014)[2]
- Anna Polony (2015)[3]
- Waldemar Dąbrowski (2016)[4]
- Krystyna Janda (2017)[5]
- Jerzy Trela (2018)[6]
- Marek Waszkiel (2020)[7]
- Janusz Gajos (2021)[8]
- Piotr Fronczewski i Antonina Kawecka (2022)[9]
- Malta Festival Poznań (2023)[10]
- Maja Komorowska (2024)[11]